# تگرباری
تگرباری، روستایی از توابع بخش کرفتو شهرستان دیواندره در استان کردستان ایران است. روستاهای همجوار از غرب به روستای کانی شیرین شمال غرب تازه آباد مران از شرق به روستای گزدره و جنوب شرقی به روستای نوبهار (دیواندره) نزدیک می‌باشد.
از شهرهای نزدیک می‌توان به شهرستان تکاب ۲۰ کیلومتر شهرستاندیواندره ۷۰ کیلومتر و شهرستان سقز۹۷ کیلومتر اشاره کرد. که مردم برای تهیه نیازهای روزمره شهرستان تکاب در استانآذربایجان غربی را برگزیده اند.
زبان محلی مردم روستا کردی سورانی می‌باشد.

## جمعیت
این روستا در دهستان کانی شیرین قرار دارد و براساس سرشماری مرکز آمار ایران در سال ۱۳۸۵، جمعیت آن ۳۲۵ نفر (۶۲خانوار) بوده است.